# Bruine krooneend
De bruine krooneend (Netta erythrophthalma) is een eend uit de familie van de Anatidae.

## Verspreiding en leefgebied
Van deze soort wordt een Zuid-Amerikaanse en een Afrikaanse ondersoort onderscheiden:
- N. e. erythrophthalma: Zuid-Amerika in het Amazonebekken.
- N. e. brunnea: Afrika van Ethiopië tot Zuid-Afrika.

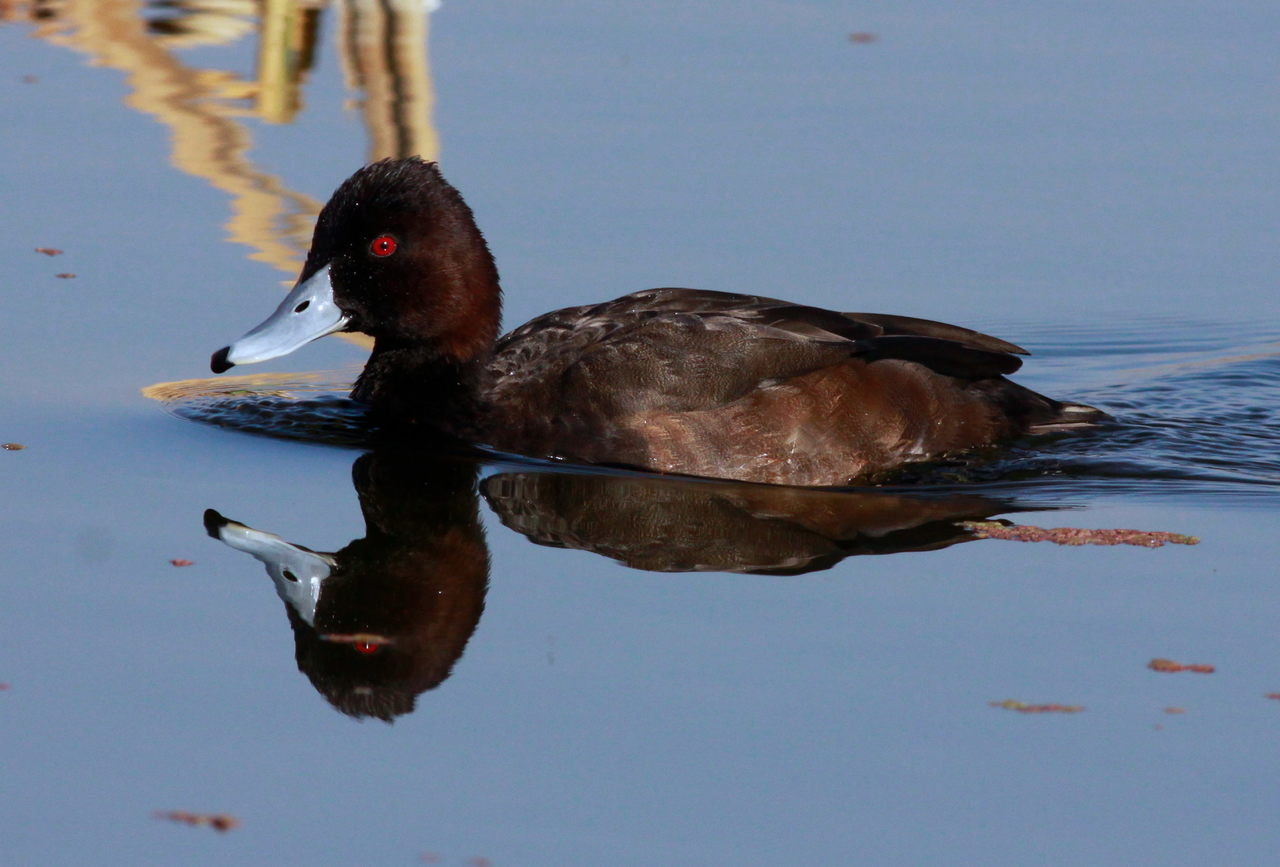
Mannetje